# Blasted
Blasted est un groupe suisse de power metal, originaire de Saxon en Valais. Le style musical du groupe est proche du power metal américain. Foemé en 2000, le groupe prend réellement son envol en 2006, lorsqu'il trouve enfin un chanteur.

## Biographie
C'est en 1998 à Saxon, Valais, que Nicolas Maret et Simon Claret commencent à jouer ensemble effectuant des reprises de Machine Head, Sepultura et Pantera. À la fin de 2000, Guillaume Jordan les rejoint à la basse. Le groupe se met alors à composer leurs propres morceaux dans un style très influencé par les groupes dont ils effectuaient des reprises. Les années suivantes sont rythmées par d'incessants changements de locaux et la recherche longue et vaine d'un chanteur.
Au début de 2006, le groupe trouve enfin sa voix en la personne de Carlos Fernandes. Le groupe se met alors à travailler dans l'optique de se produire sur scène. En juillet 2006, ils signent avec Black Skull Production, un petit label indépendant aiglon dirigé par Éric Haug. En septembre, Blasted se rend en studio pour enregistrer leur première démo quatre titres. Cet enregistrement reçoit un très bon accueil du public. Le groupe se produit près de 30 fois en 2007 à travers la Suisse et la France et se forge ainsi une solide réputation en live. En mai 2008, le groupe partira pour une tournée à travers l'Europe de l'Est en première partie de Pro-Pain (États-Unis). À leur retour, ils comptent se mettre à travailler sur un nouvel enregistrement.
En 2009, le groupe publie son premier album studio, Alchemy. Les 18 et 19 février 2012, ils jouent à Villeurbanne, en France, aux côtés de groupes comme Narval, Aermah et Children of Carnage. La même année sort leur album live Blast the Studio: Burn the Stage.

## Membres

### Membres actuels
- Simon Claret - batterie (depuis 1998)
- Nicolas « Nico » Maret - guitare (depuis 1998)
- Guillaume Jordan - basse (depuis 2000)
- Carlos Fernandez - chant (depuis 2006)

### Ancien membre
- Lionel - batterie

## Style musical
Le groupe se définit globalement comme faisant du power metal américain influencé par des groupes comme Pantera et Machine Head. Leur musique est toutefois très nuancée, parfois plus thrash ou plus grunge suivant les titres.

## Discographie
- 2006 : Blasted (EP)
- 2007 : Chapter One (compilation)
- 2009 : Alchemy
- 2012 : Blast the Studio: Burn the Stage (album live)
- 2014 : Curtain Call